# Olena Antonovová
Olena Anatolijivna Antonovová (ukrajinsky Олена Анатоліївна Антонова; * 16. června 1972 Nikopol) je bývalá ukrajinská atletka, která se specializovala na hod diskem. Narodila se v Nikopolu.
Její osobní rekord, kterého dosáhla v červnu 2004 v Kyjevě, má hodnotu 67,30 metrů. Získala stříbrnou medaili v hodu diskem na Letních olympijských hrách v Pekingu (2008).